# Бивол, Дмитрий Юрьевич
Дми́трий Ю́рьевич Би́вол (род. 18 декабря 1990, Токмак, Чуйская область, Киргизская ССР, СССР) — российский и киргизский боксёр-профессионал, выступающий в полутяжелой весовой категории. Является гражданином Кыргызстана и выступает под флагом этой страны в некоторых промоушенах с 2022 года. Заслуженный мастер спорта России (2023), чемпион Всемирных игр боевых искусств (2013), серебряный призёр Универсиады (2013), двукратный чемпион России (2012, 2014), бронзовый призёр чемпионата мира среди юношей (2008) в любителях. Абсолютный чемпион мира в полутяжелом весе (с 2025 года).
Среди профессионалов действующий чемпион мира по версиям WBA-Super (2025—н.в), IBO (2025—н.в), IBF (2025—н.в), The Ring (2025—н.в) и WBO (2025—н.в) и бывший чемпион мира по версии WBC (2025), регулярный чемпион мира по версии WBA (2017—2019), временный чемпион мира по версии WBA (2016—2017), интерконтинентальный чемпион по версии WBA (2015—2016), и чемпион США по версии WBC-USNBC (2015—2017) в полутяжелом весе. Признан боксёром 2022 года по версии журнала The Ring.

## Биография
Родился в молдавско-корейской семье в городе Токмак Киргизской ССР и до 11 лет проживал в Кыргызстане.
В 2002 году переехал жить с отцом, матерью и двумя сёстрами в Санкт-Петербург. Окончил Национальный государственный университет физической культуры, спорта и здоровья имени П. Ф. Лесгафта (г. Санкт-Петербург). Имеет высшее юридическое образование. Окончил Кубанский государственный аграрный университет имени И. Т. Трубилина.
Посещает Кыргызстан, проводя там совместные тренировки и спортивные сборы с киргизскими боксёрами на южном берегу озера Иссык-Куль. Бивол заявлял: «я понял, что являюсь явным примером человека Советского Союза, когда все республики были вместе. Я принадлежу ко всем: и к Киргизии, и к России, и к Молдавии, и к Корее, хотя там я ни разу не был». Исповедует православие.

## Любительская карьера
Боксом увлёкся в шесть лет и начал заниматься под руководством первого тренера Шарапова Вячеслава Сергеевича.
Первый тренер (1997—2002) — заслуженный тренер Кыргызской Республики высшей категории Вячеслав Шарапов в ДЮСШ г. Токмак.
С 11 лет, после переезда в Санкт-Петербург, начал тренироваться под руководством заслуженного тренера РСФСР Николая Петровича Исаева. 
В настоящее время тренируется под руководством старшего тренера отделения бокса Алексея Куренкова и заслуженного тренера РСФСР Геннадия Машьянова в СДЮСШ ОР № 1 СПб ГДТЮ.
Был самым титулованным боксёром в мире возрастной категории до 17 лет: двукратный чемпион мира среди кадетов, двукратный чемпион Европы среди кадетов и молодёжи.
В сентябре 2007 году в Баку (Азербайджан) стал чемпионом мира среди кадетов в весе до 80 кг, в финале по очкам (23:3) победив серба Зорана Йасаревича.
В ноябре 2008 года стал бронзовым призёром на 1-м молодёжном чемпионате мира (17—18 лет) в Гвадалахаре (Мексика) в весе до 75 кг, в полуфинале по очкам проиграв кубинцу Рею Эдуардо Ресио, — который в итоге стал чемпионом мира среди молодёжи 2008 года. В июле 2012 года ему было присвоено спортивное звание «Мастера спорта России международного класса» по боксу.
Двукратный чемпион России в весе до 81 кг 2012 года и 2014 года.
В июле 2013 года стал серебряным призёром в весе до 81 кг XXVII Всемирной летней Универсиады в Казани, потерпев поражение из-за неявки в финальном бою против украинца Александра Гвоздика вследствие травмы. В октябре 2013 года стал победителем в весе до 81 кг Всемирных игр боевых искусств в Санкт-Петербурге, где он в финале победил венесуэльца Андреса Сира.
В феврале 2023 года ему было присвоено почётное звание «Заслуженный мастер спорта России».

## Профессиональный бокс
28 ноября 2014 года дебютировал в профессиональном боксе против уругвайца Хорхе Родригеса Оливеры. Бой закончился победой Бивола техническим нокаутом в последнем шестом раунде.
В своем четвёртом бою завоевал вакантный титул чемпиона США по версии WBC-USNBC, в следующем своем поединке завоевал титул интернационального чемпиона по версии WBA.

### Бой за временный титул WBA
21 мая 2016 года с рекордом завоевал титул «временного» чемпиона мира по версии WBA в полутяжелом весе, победив единогласным решением судей доминиканца Феликса Валеру. Бивол полностью доминировал в ринге почти во всех раундах, дважды отправил Валеру в нокдаун, но завершить бой досрочно так и не смог. По окончании 12 раундов судьи отдали победу Дмитрию Биволу со счетом:116–111, 119–107 дважды.

### Бой за полноценный титул WBA
4 ноября 2017 года состоялся бой с австралийцем Трентом Броадхерстом. Незадолго до боя Бивола назначили полноценным чемпионом WBA. Бой закончился в конце первого раунда. Ударом справа Бивол отправил австралийца в тяжёлый нокаут.

### Бой с Салливаном Баррерой
3 марта 2018 года состоялся бой с обязательным претендентом на титул WBA, кубинцем Салливаном Баррерой. Бивол весь бой доминировал, был точнее и в двенадцатом раунде нокаутировал возрастного кубинца, который хоть и встал на счет 8, но был сильно потрясен что вынудило рефери остановить бой. Это поражение стало первым досрочным в карьере Салливана Барреры.

### Бой с Айзеком Чилембой
4 августа 2018 года состоялся бой с экс-претендентом, малавийцем Айзеком Чилембой. Бивол контролировал практически весь ход боя, но не стремился к досрочной победе и не шёл на обострение с соперником. Проиграв почти все раунды, Чилемба, тем не менее, действовал успешнее в концовке поединка и был лучше чемпиона в одиннадцатом раунде. Поединок прошёл всю дистанцию, по итогам которой двое судей отдали победу Биволу во всех раундах (120–108), тогда как третий посчитал противостояние более конкурентным, выставив счёт 116–112 в пользу россиянина.

### Бой с Жаном Паскалем
24 ноября 2018 года встретился с экс-чемпионом мира в полутяжёлом весе, опытным 36-летним канадцем Жаном Паскалем. Паскаль попытался навязать чемпиону силовой бокс и размен ударами, но преимущество Бивола в скорости и технике было подавляющим: россиянин успешно уходил от большинства предсказуемых атак ветерана и проводил собственные успешные серии. Лучшим для Паскаля стал десятый раунд, где он смог провести ряд успешных атак, однако потратил много сил и отдал россиянину последующие два раунда. В итоге бой закончился победой Бивола единогласным решением судей со счётом 117–111, 119–109 (дважды).

### Бой с Джо Смитом-младшим
9 марта 2019 года встретился с американским панчером Джо Смитом младшим, известным своими досрочными победами над Бернардом Хопкинсом и Анджеем Фонфарой. Бой с первого же раунда пошёл под диктовку россиянина, который без особого труда переигрывал предсказуемого американца, рассчитывающего главным образом на свой сильный удар. В седьмом раунде Бивол потряс соперника левым хуком, но Смит удержался на ногах, а в концовке десятого раунда даже сам смог потрясти соперника мощным ударом с правой, после которого россиянин, пошатываясь, пошёл в свой угол. Тем не менее, Бивол нейтрализовал атаки воспрянувшего духом соперника в следующем раунде, а в конце финальной трехминутки был близок к досрочной победе. Итогом боя стала победа Бивола единогласным решением судей со счётом 118–110, 119–109 (дважды). Статистика ударов показала подавляющее преимущество россиянина, который нанёс 208 точных ударов против 39 у Смита.

### Бой с Ленином Кастильо
12 октября 2019 года провёл очередную защиту регулярного титула WBA против малоизвестного доминиканца Ленина Кастильо (20-2-1). Бивол доминировал весь бой, в своей манере обстреливая соперника джебами с дальней дистанции и легко уходя от разменов, которые пытался навязать Кастильо. В шестом раунде чемпион отправил противника в нокдаун встречным ударом справа, но развивать успех не стал и все последующие раунды также методично переигрывал оппонента. По итогам 12 раундов судьи единогласно и с подавляющим преимуществом (120—107 и дважды 119—108) отдали победу всё ещё непобеждённому Дмитрию Биволу. Чемпион нанес 188 точных ударов из 652 выброшенных, а его соперник — 98 из 429. В десяти раундах из 12 претендент сумел нанести менее десяти точных ударов.

### Бой с Крэйгом Ричардсом
1 мая 2021 года вернулся на ринг после почти двухгодичного простоя, связанного с отменами боёв из-за пандемии коронавируса. Его соперником стал британский проспект Крэйг Ричардс, бой проходил на территории британца — в Манчестере. Первую половину поединка Бивол уверенно забрал за счёт скоростных серий и лучшей работы ног, но к поздним раундам неожиданно замедлился и был вынужден сосредоточиться на защите. Ричардс нанёс большое количество точных ударов в конце боя, но для победы этого оказалось недостаточно. Судьи единогласно (118–110, 115–113 и 115–114) объявили победителем россиянина, который в этом бою защищал уже титул суперчемпиона WBA и остался непобеждённым.

### Бой с Умаром Саламовым
11 декабря 2021 года впервые провёл защиту чемпионского титула в России. Ему противостоял соотечественник Умар Саламов Бой получился не богатым на события. Бивол работал в привычной аккуратной манере, сделав ставку на джеб и контроль дистанции. Большое преимущество Саламова в антропометрии не повлияло на результативность действий чемпиона, который без труда сближался и находил удобную для себя дистанцию. Саламов пытался работать первым номером, но за весь бой не провёл ни одной эффективной атаки. Как итог — закономерная победа Дмитрия Бивола единогласным решением судей (119–109, 118–109, 118–110).

### Бой с Саулем Альваресом
7 мая 2022 года в Лас-Вегасе провёл супербой с лучшим боксёром мира вне зависимости от весовых категорий, абсолютным чемпионом мира во втором среднем весе мексиканцем Саулем «Канело» Альваресом, который ранее проигрывал только одному из лучших боксёров в истории Флойду Мейвезеру. Первые четыре раунда прошли в максимально конкурентной борьбе. Канело, будучи явным фаворитом, работал первым номером, сокращал дистанцию и работал силовыми ударами. Бивол внимательно защищался, старался держать соперника на джебе и контратаковать. Начиная с середины боя россиянин неожиданно завладел инициативой и начал чаще работать сериями ударов, в то время как Канело резко сбавил в активности и начал чаще пропускать. К поздним раундам стало очевидно, что чемпион намного лучше готов функционально. Канело сильно устал и выглядел растерянным, в то время как Бивол продолжал работать в удобном для себя темпе и забирал раунд за раундом. Эпизодические успехи у Альвареса были только в девятом раунде, но уже в следующей трёхминутке россиянин устроил мексиканцу настоящее избиение. Последние два раунда оба провели на тихой волне, но Бивол был точнее и активнее. По итогам 12 раундов судьи выставили необъективно близкий счёт (115–113 трижды) в пользу Бивола, который совершил грандиозный апсет, нанеся Альваресу первое поражение за последние 9 лет карьеры, одержал двадцатую кряду победу и вновь отстоял свой титул.

### Бой с Хильберто Рамиресом
С первого раунда Бивол обозначил свое преимущество в ринге и не терял его на протяжении всего боя. Ключом к победе над более габаритным соперником была скорость чемпиона, рваный темп боя и лучшая работа на ногах. Итог — победа Дмитрия Бивола единогласным решением судей.

### Бой с Линдоном Артуром
23 декабря 2023 года в рамках крупного боксерского шоу в Эр-Рияде (Саудовская Аравия) победил единогласным решением судей 32-летнего британца Линдона Артура — в объединённом бою за титул чемпиона мира по версиям WBA Super (6-я защита Бивола) и IBO (1-я защита Артура) в полутяжёлом весе. Этот бой стал третьим по значимости в главном событии вечера бокса с поединком между топовыми супертяжеловесами «Энтони Джошуа — Отто Валлин». Бивол сразу навязал высокий темп боя, к которому британец не был готов, поэтому Артур отвечал отиранием спиной канатов или клинчем. Только в середине боя Артур смог занести себе в копилку первый успешный эпизод, а в 8-м раунде неплохо отработал по корпусу. В 11-м раунде Бивол отправил британца в нокдаун, но того спас гонг. В заключительном раунде Артур еле выстоял, но всё же смог закончить бой на ногах. Счет судей был разгромным: 120–107 трижды.

### Бой с Маликом Зинадом
1 июня 2024 года в Эр-Рияде (Саудовская Аравия) должен был состояться поединок за звание абсолютного чемпиона мира по версиям WBA, WBC, IBF, WBO с россиянином, выступающим под флагом Канады — Артуром Бетербиевым. 4 мая стало известно, что на финальной стадии подготовки Бетербиев получил травму — разрыв мениска, бой перенесен на конец 2024 года. Сам вечер бокса всё же решено было провести. Новым соперником Бивола в этом вечере стал 30-летний непобеждённый ливиец Малик Зинад. Бой начался с разведки джебами, в которой ближе к концу первого раунда преуспел Бивол, отправив Зинада на пол точной серией попаданий с обеих рук. Зинад смог встать и уйти на перерыв. Все дальнейшие раунды до 6-го прошли при преимуществе Бивола, который был точнее, быстрее. В 6-м отрезке Зинад снова пропустил затяжную серию, и бой был остановлен.

### Бой за звание абсолютного чемпиона мира
12 октября 2024 года в Эр-Рияде (Саудовская Аравия) проиграл бой за звание абсолютного чемпиона мира Артуру Бетербиеву. Стартовые раунды остались за Дмитрием за счет скорости, футворка и джеба, но в 3-м раунде Артур смог навязать своё традиционное давление и размен ударами. Бивол забрал следующие два раунда. Вторая половина боя осталась за Артуром, кроме 8-го и 9-го раунда, которые Бивол уверенно взял у всех трёх судей. В чемпионских финальных раундах Бетербиев усилил давление и смог вырвать концовку, что принесло ему победу большинством голосов: 114–114, 115–113 и 116–112. Статистика ударов показала: Бивол был точней (142–137) за счёт джебов (58–47), по силовым небольшое преимущество Бетербиева (90-84). Промоутер Бивола Эдди Хирн раскритиковал решение судей, оба бойца в послематчевых интервью согласились на реванш. Команда Бивола подала апелляцию — просьбу назначить незамедлительный реванш отправив письма во все 4 боксёрские организации — WBA, WBC, IBF и WBO. Также IBF, несмотря на апелляцию сразу обязало новообразованного абсолютного чемпиона встретиться со своим обязательным претендентом — Михаэлем Айфертом.

### Реванш с Артуром Бетербиевым
Сразу после первого боя Турки Аль эш-Шейх озвучил желание организовать боксерам реванш. Несмотря на наличие обязательств перед боксёрскими федерациями Бетербиев и Бивол встретились вновь в феврале 2025 года в Эр-Рияде. Сразу после назначения реванша боксерские федерации IBF и WBO отложили обязательные защиты против Михаэля Айферта и Джошуа Буатси, а WBC и WBA организовали бой между своими обязательными претендентами — временным чемпионом Дэвидом Бенавидесом и регулярным чемпионом Давидом Моррелем. Таким образом ничего не помешает, чтобы в реванше на кону стояли все четыре главных пояса. Бой прошел 22 февраля 2025 года и закончился победой Бивола большинством судейских голосов.

## Статистика профессиональных боёв
В таблице перечислены результаты всех поединков боксёров.
В каждой строке указан результат поединка. Дополнительно номер поединка обозначен цветом, который обозначает итог поединка. Расшифровка обозначений и цветов представлена в нижеследующей таблице.
| Пример | Расшифровка                     |
| ------ | ------------------------------- |
|        | Победа                          |
|        | Ничья                           |
|        | Поражение                       |
|        | Планируемый поединок            |
|        | Поединок признан несостоявшимся |
| КО     | Нокаут                          |
| ТКО    | Технический нокаут              |
| PTS    | Решение судей (по очкам)        |
| UD     | Единогласное решение судей      |
| MD     | Решение большинства судей       |
| SD     | Раздельное решение судей        |
| RTD    | Отказ от продолжения боя        |
| DQ     | Дисквалификация                 |
| NC     | Поединок признан несостоявшимся |

| 25 поединков, 24 победы (12 нокаутом), 1 поражение. | 25 поединков, 24 победы (12 нокаутом), 1 поражение. | 25 поединков, 24 победы (12 нокаутом), 1 поражение. | 25 поединков, 24 победы (12 нокаутом), 1 поражение. | 25 поединков, 24 победы (12 нокаутом), 1 поражение.     | 25 поединков, 24 победы (12 нокаутом), 1 поражение. | 25 поединков, 24 победы (12 нокаутом), 1 поражение. | 25 поединков, 24 победы (12 нокаутом), 1 поражение. |
| Бой                                                 | Рекорд                                              | Дата                                                | Соперник                                            | Место боя                                               | Результат                                           | Данные о бое |                                                     |
| --------------------------------------------------- | --------------------------------------------------- | --------------------------------------------------- | --------------------------------------------------- | ------------------------------------------------------- | --------------------------------------------------- | --- | --------------------------------------------------- |
| 25                                                  | 24-1                                                | 22 февраля 2025                                     | Артур Бетербиев (2) (21-0)                          | Kingdom Arena, Эр-Рияд, Саудовская Аравия               | MD 12                                               | Бой за звание абсолютного чемпиона мира по версиям WBA Super (1-я защита Бетербиева) и IBO (1-я защита Бетербиева), IBF (10-я защита Бетербиева), WBC (7-я защита Бетербиева), WBO (4-я защита Бетербиева), в полутяжёлом весе. Счет:114-114, 116-112, 115-113. |                                                     |
| 24                                                  | 23-1                                                | 12 октября 2024                                     | Артур Бетербиев (20-0)                              | Kingdom Arena, Эр-Рияд, Саудовская Аравия               | MD 12                                               | Бой за звание абсолютного чемпиона мира по версиям WBA Super (8-я защита Бивола) и IBO (2-я защита Бивола), IBF (9-я защита Бетербиева), WBC (6-я защита Бетербиева), WBO (3-я защита Бетербиева), в полутяжёлом весе.                                          |                                                     |
| 23                                                  | 23-0                                                | 1 июня 2024                                         | Малик Зинад (22-0)                                  | Kingdom Arena, Эр-Рияд, Саудовская Аравия               | TKO 6 (12), 2:06                                    | Защитил титул объединённого чемпиона мира по версиям WBA Super (7-я защита Бивола) и IBO (1-я защита Бивола) в полутяжёлом весе. Зинад в нокдауне в 1-м раунде                                                                                                  |                                                     |
| 22                                                  | 22-0                                                | 23 декабря 2023                                     | Линдон Артур (23-1)                                 | Kingdom Arena, Эр-Рияд, Саудовская Аравия               | UD 12                                               | Счёт: 120-107 (трижды). Защитил титул чемпиона мира по версии WBA Super (6-я защита Бивола) и завоевал титул чемпиона мира по версии IBO (1-я защита Артура) в полутяжёлом весе.                                                                                |                                                     |
| 21                                                  | 21-0                                                | 5 ноября 2022                                       | Хильберто Рамирес (44-0)                            | Etihad Arena, Абу-Даби, ОАЭ                             | UD 12                                               | Счёт: 118-110, 117-111 (дважды). Защитил титул чемпиона мира по версии WBA Super (5-я защита Бивола). |                                                     |
| 20                                                  | 20-0                                                | 7 мая 2022                                          | Сауль Альварес (57-1-2)                             | Ти-Мобайл Арена, Лас-Вегас, Невада, США                 | UD 12                                               | Счёт: 115-113 (трижды). Защитил титул чемпиона мира по версии WBA Super (4-я защита Бивола). |                                                     |
| 19                                                  | 19-0                                                | 11 декабря 2021                                     | Умар Саламов (26-1)                                 | КРК «Уралец», Екатеринбург, Россия                      | UD 12                                               | Счет: 119-109, 118-109, 118-110. Защитил титул чемпиона мира по версии WBA Super (3-я защита Бивола). |                                                     |
| 18                                                  | 18-0                                                | 1 мая 2021                                          | Крэйг Ричардс (16-1-1)                              | Manchester Arena, Манчестер, Великобритания             | UD 12                                               | Счёт: 118-110, 115-113, 115-114. Защитил титул чемпиона мира по версии WBA Super (2-я защита Бивола). |                                                     |
| 17                                                  | 17-0                                                | 12 октября 2019                                     | Ленин Кастильо (20-2-1)                             | Wintrust Arena, Чикаго, Иллинойс, США                   | UD 12                                               | Счёт: 120-107, 119-108 (дважды). Защитил титул чемпиона мира по версии WBA Super (1-я защита Бивола). Кастильо в нокдауне в 6-м раунде. |                                                     |
| 16                                                  | 16-0                                                | 9 марта 2019                                        | Джо Смит мл. (24-2)                                 | Turning Stone Resort Casino, Верона, штат Нью-Йорк, США | UD 12                                               | Счёт: 118-110, 119-109 (дважды). Защитил титул регулярного чемпиона мира по версии WBA (5-я защита Бивола). |                                                     |
| 15                                                  | 15-0                                                | 24 ноября 2018                                      | Жан Паскаль (33-5-1)                                | Mark G. Etess Arena, Атлантик-Сити, Нью-Джерси, США     | UD 12                                               | Счёт: 117-111, 119-109 (дважды). Защитил титул регулярного чемпиона мира по версии WBA (4-я защита Бивола). |                                                     |
| 14                                                  | 14-0                                                | 4 августа 2018                                      | Айзек Чилемба (25-5-2)                              | Mark G. Etess Arena, Атлантик-Сити, Нью-Джерси, США     | UD 12                                               | Счёт: 116-112, 120-108 (дважды). Защитил титула регулярного чемпиона мира по версии WBA (3-я защита Бивола). |                                                     |
| 13                                                  | 13-0                                                | 3 марта 2018                                        | Салливан Баррера (21-1)                             | Мэдисон-сквер-гарден, Нью-Йорк, США                     | TKO 12 (12) 1:41                                    | Защитил титул регулярного чемпиона мира по версии WBA (2-я защита Бивола). Баррера в нокдауне в 12 раунде. |                                                     |
| 12                                                  | 12-0                                                | 4 ноября 2017                                       | Трент Броадхерст (20-1)                             | Salle des Etoiles, Монте-Карло, Монако                  | KO 1 (12), 2:59                                     | Защитил титул регулярного чемпиона мира по версии WBA (1-я защита Бивола). |                                                     |
| 11                                                  | 11-0                                                | 17 июня 2017                                        | Седрик Агнью (29-2)                                 | Mandalay Bay Events Center, Лас-Вегас, Невада, США      | TKO 4 (10), 1:27                                    | |                                                     |
| 10                                                  | 10-0                                                | 14 апреля 2017                                      | Сэмюэл Кларксон (19-3)                              | MGM National Harbor, Оксон-Хилл, Мэриленд, США          | TKO 4 (12), 1:40                                    | Защитил титул временного чемпиона мира по версии WBA (2-я защита Бивола). Кларксон дважды в нокдауне в 1-м раунде и в нокдауне в 4-м раунде. |                                                     |
| 9                                                   | 9-0                                                 | 23 февраля 2017                                     | Роберт Берридж (29-5-1)                             | Металлург Форум, Нижний Тагил, Россия                   | TKO 4 (12), 0:47                                    | Защитил титул временного чемпиона мира по версии WBA (1-я защита Бивола). |                                                     |
| 8                                                   | 8-0                                                 | 29 октября 2016                                     | Евгений Махтиенко (8-5)                             | Екатеринбург Арена, Екатеринбург, Россия                | UD 10                                               | Счёт: 100-90 (трижды). |                                                     |
| 7                                                   | 7-0                                                 | 21 мая 2016                                         | Феликс Валера (13-0)                                | Мегаспорт, Москва, Россия                               | UD 12                                               | Завоевал титул временного чемпиона мира по версии WBA (1-я защита Валеры). Счёт: 116-111, 119-107 (дважды). Валера в нокдауне в 6-м и в 8-м раундах. |                                                     |
| 6                                                   | 6-0                                                 | 18 февраля 2016                                     | Клейтон Консейсан (22-8-2)                          | The Hangar, Коста-Меса, Калифорния США                  | KO 4 (10) 2:24                                      | |                                                     |
| 5                                                   | 5-0                                                 | 4 ноября 2015                                       | Джексон Джуниор Дос Сантос (19-4)                   | Татнефть-Арена, Казань, Россия                          | TKO 4 (10) 1:59                                     | Завоевал вакантный титул интерконтинентального чемпиона по версии WBA. |                                                     |
| 4                                                   | 4-0                                                 | 27 августа 2015                                     | Фелипе Ромеро (19-8-1)                              | The Hangar, Коста-Меса, Калифорния США                  | KO 8 (8) 2:38                                       | Завоевал вакантный титул чемпиона США по версии WBC. |                                                     |
| 3                                                   | 3-0                                                 | 22 мая 2015                                         | Джоуи Вегас (17-10-2)                               | Лужники, Москва, Россия                                 | KO 4 (8) 1:10                                       | Вегас два раза в нокдауне в 3-м раунде. |                                                     |
| 2                                                   | 2-0                                                 | 10 апреля 2015                                      | Константин Питернов (18-6)                          | Лужники, Москва, Россия                                 | TKO 3 (6) 1:12                                      | Питернов в нокдауне в 3-м раунде. Угол Константина Питернова выбросил полотенце. |                                                     |
| 1                                                   | 1-0                                                 | 28 ноября 2014                                      | Хорхе Родригес Оливера (25-10)                      | Лужники, Москва, Россия                                 | TKO 6 (6) 1:44                                      | |                                                     |
| Бой                                                 | Рекорд                                              | Дата                                                | Соперник                                            | Место боя                                               | Результат                                           | Данные о бое |                                                     |

## Награды
В 2012 году награждён почетной наградой «Звезды Дворца» за высокие спортивные достижения. В 2013 году Дмитрий Бивол награждён молодёжной премией Санкт-Петербурга в номинации «в области спорта».

## Личная жизнь
Живёт в Санкт-Петербурге. Был женат на Екатерине Бивол, у них родилось двое сыновей Мирон и Никон. В июне 2023 года стало известно, что после 16 лет брака они разводятся.

## Спортивные достижения в любительском боксе
- 2005 — Первенство Европы среди школьников — 1 место (до 72 кг)[58]
- 2006 — Первенство России среди юношей — 1 место
- 2006 — Первенство мира среди кадетов — 1 место (до 75 кг)[59][60]
- 2006 — Первенство Европы среди кадетов — 1 место (до 75 кг)
- 2007 — Первенство России среди юниоров — 1 место[61]
- 2007 — V Международный турнир (Волгоград) — 1 место
- 2007 — Мемориал Франко Благонича (Хорватия) — 1 место
- 2007 — Первенство мира среди кадетов — 1 место (до 80 кг)[62]
- 2008 — VI Международный турнир среди юниоров — 1 место
- 2008 — молодёжный чемпионат мира — 3 место (до 75 кг)
- 2008 — Первенство России среди юниоров — 1 место[63]
- 2009 — Чемпионат России — 5 место[64]
- 2010 — Чемпионат России — 3 место[65]
- 2011 — Чемпионат России — 2 место[66]
- 2012 — Bocskai Memorial Tournament (Венгрия) — 1 место
- 2012 — Чемпионат Европы среди молодежи — 1 место (до 81 кг)[16]
- 2012 — Чемпионат России — 1 место[66][67][68]
- 2013 — Летняя Универсиада — 2 место (до 81 кг)[68][69][70]
- 2014 — Чемпионат России — 1 место

## Титулы
- Региональные титулы

- Второстепенные мировые титулы

- Мировые титулы